# Natalia Sánchez Molina
Natalia Sánchez Molina (Sevilla[forrás?], 1990. március 27.) spanyol színésznő, énekesnő. Leghíresebb szerepe María Teresa, azaz „Teté” Cabdevila szerepe volt a Los Serrano című spanyol szituációs komédiában.

## Santa Justa Klan
Natalia a sorozatbeli Santa Justa Klan (SJK) együttesben énekelt, amely a sorozaton kívül is tovább zenélt. Már két nagylemezt adtak ki. Az együttes tagjai mind szerepeltek a sorozatban.

## Magánélete
Natalia apja Francisco Sánchez Mejias és anyja Juana Molina Pa Cual. Van egy két évvel idősebb nővére, Sandra Sánchez Molina. Natalia már kétévesen táncolt, manapság a tenisz és a sí a kedvenc hobbija. Zongorázik és hegedül is. Van két kutyája és hat teknőse. 2002-től Juan Carlos Corazza színitanodájában tanult, akárcsak Andrés de la Cruz, a SJK egyik tagja.
Natalia Víctor Elíassal jár, aki a sorozatban a mostohatestvérét alakította (Guille), és így sokszor az ellensége volt.

## Karrierje
Natalia első filmje a Clara és Elena (2001) volt, a legutolsó a Los Totenwackers (2007). A Los Serrano című sorozatban 2003 és 2008 között szerepelt.
- Los Totewackers (2007) … Rachel (film)
- Los Aires Difíciles (2006) … Charo (film)
- Los Recuerdos de Alicia (2005) … Alisia (film)
- Hipnos (2004) … lány (филм)
- Los Serrano (2003-2008) … María Teresia "Teté" Cabdevila (TV)
- Periodistas (2002) (TV)
- Compañeros (2002) … Vero (TV)
- Clara y Elena (2002) (film)